# Mishima, Shizuoka

Mishima (三島市 Mishima-shi?) este un municipiu din Japonia, prefectura Shizuoka.